# Coppa dell'Imperatrice 2007 (pallavolo)
La Coppa dell'Imperatrice 2007 si è svolta dal 1º dicembre 2007 al 6 gennaio 2008: al torneo hanno partecipato 24 squadre di club giapponesi e la vittoria finale è andata per la prima volta alle Toray Arrows.

## Regolamento
La competizione prevede che vi prendano parte 24 squadre, che si affrontano in gara secca per tutto il corso del torneo, dal primo turno alla finale. I club provenienti dalla V.Premier League scendono in campo solo da secondo turno.

## Partecipanti
| - Aoyama Gakuin Daigaku - Denso Airybees - Chukyo Daigaku - Hiroshima Daigaku - Hisamitsu Springs - Hitachi Sawa Rivale - JT Marvelous - Kanoya Taiiku Daigaku | - Kenshokai RedHearts - Kurobe AquaFairies - Kyushu Bunka Gakuen - Mie Kenritsu Tsu Shōgyō - NEC Red Rockets - Okayama Seagulls - PFU BlueCats - Pioneer Red Wings | - Sanyo Redthor - Sapporo Otani - Shoin Daigaku - Takefuji Bamboo - Tōhoku Fukushi Daigaku - Toray Arrows - Toyota Queenseis - Tsukuba Daigaku |

## Torneo

### Primo turno
| 7 dicembre 2007 ?, ? Durata: ? - Spettatori: ?  | Hiroshima Daigaku       | 3 - 0 | Kenshokai RedHearts | 25-20, 25-20, 25-17              |
| 5 dicembre 2007 ?, ? Durata: ? - Spettatori: ?  | Sapporo Otani           | 0 - 3 | Hitachi Sawa Rivale | 8-25, 15-25, 18-25               |
| 2 dicembre 2007 ?, ? Durata: ? - Spettatori: ?  | Mie Kenritsu Tsu Shōgyō | 0 - 3 | Shoin Daigaku       | 14-25, 19-25, 18-25              |
| 2 dicembre 2007 ?, ? Durata: ? - Spettatori: ?  | Tsukuba Daigaku         | 3 - 0 | Kurobe AquaFairies  | 25-16, 25-10, 25-17              |
| 2 dicembre 2007 ?, ? Durata: ? - Spettatori: ?  | Tōhoku Fukushi Daigaku  | 1 - 3 | Sanyo Redthor       | 19-25, 19-25, 25-23, 19-25       |
| 1º dicembre 2007 ?, ? Durata: ? - Spettatori: ? | Kyushu Bunka Gakuen     | 3 - 0 | Chukyo Daigaku      | 25-16, 25-16, 25-17              |
| 1º dicembre 2007 ?, ? Durata: ? - Spettatori: ? | Kanoya Taiiku Daigaku   | 0 - 3 | Toyota Queenseis    | 14-25, 23-25, 17-25              |
| 8 dicembre 2007 ?, ? Durata: ? - Spettatori: ?  | Aoyama Gakuin Daigaku   | 2 - 3 | PFU BlueCats        | 26-24, 25-18, 20-25, 19-25, 7-15 |

### Secondo turno
| 2 gennaio 2008 Todoroki Arena, Kawasaki Durata: ? - Spettatori: ? | Hisamitsu Springs   | 3 - 0 | Hiroshima Daigaku | 25-14, 25-14, 25-13 |
| 2 gennaio 2008 Todoroki Arena, Kawasaki Durata: ? - Spettatori: ? | Hitachi Sawa Rivale | 0 - 3 | Okayama Seagulls  | 13-25, 20-25, 22-25 |
| 2 gennaio 2008 Todoroki Arena, Kawasaki Durata: ? - Spettatori: ? | NEC Red Rockets     | 3 - 0 | Shoin Daigaku     | 25-18, 25-15, 25-18 |
| 2 gennaio 2008 Todoroki Arena, Kawasaki Durata: ? - Spettatori: ? | Tsukuba Daigaku     | 0 - 3 | Takefuji Bamboo   | 13-25, 17-25, 16-25 |
| 2 gennaio 2008 Todoroki Arena, Kawasaki Durata: ? - Spettatori: ? | Pioneer Red Wings   | 3 - 0 | Sanyo Redthor     | 25-16, 25-18, 26-24 |
| 2 gennaio 2008 Todoroki Arena, Kawasaki Durata: ? - Spettatori: ? | Kyushu Bunka Gakuen | 0 - 3 | Toray Arrows      | 8-25, 18-25, 12-25  |
| 2 gennaio 2008 Todoroki Arena, Kawasaki Durata: ? - Spettatori: ? | Denso Airybees      | 3 - 0 | Toyota Queenseis  | 25-19, 25-22, 25-18 |
| 2 gennaio 2008 Todoroki Arena, Kawasaki Durata: ? - Spettatori: ? | PFU BlueCats        | 0 - 3 | JT Marvelous      | 19-25, 21-25, 25-27 |

### Quarti di finale
| 3 gennaio 2008 Todoroki Arena, Kawasaki Durata: ? - Spettatori: ? | Hisamitsu Springs | 3 - 0 | Okayama Seagulls | 25-22, 25-18, 25-20               |
| 3 gennaio 2008 Todoroki Arena, Kawasaki Durata: ? - Spettatori: ? | NEC Red Rockets   | 3 - 2 | Takefuji Bamboo  | 28-30, 25-18, 25-15, 21-25, 15-11 |
| 3 gennaio 2008 Todoroki Arena, Kawasaki Durata: ? - Spettatori: ? | Pioneer Red Wings | 1 - 3 | Toray Arrows     | 25-19, 18-25, 13-25, 9-25         |
| 3 gennaio 2008 Todoroki Arena, Kawasaki Durata: ? - Spettatori: ? | Denso Airybees    | 2 - 3 | JT Marvelous     | 20-25, 25-15, 16-25, 33-31, 9-15  |

### Semifinali
| 5 gennaio 2008 Todoroki Arena, Kawasaki Durata: ? - Spettatori: 1.000 | Hisamitsu Springs | 3 - 2 | NEC Red Rockets | 25-18, 22-25, 17-25, 25-15, 15-11 |
| 5 gennaio 2008 Todoroki Arena, Kawasaki Durata: ? - Spettatori: 1.483 | Toray Arrows      | 3 - 0 | JT Marvelous    | 25-19, 25-22, 25-20               |

### Finale
| 6 gennaio 2008 Todoroki Arena, Kawasaki Durata: ? - Spettatori: 900 | Hisamitsu Springs | 0 - 3 | Toray Arrows | 21-25, 14-25, 10-25 |